# Xã Hartley, Quận Union, Pennsylvania
Xã Hartley (tiếng Anh: Hartley Township) là một xã thuộc quận Union, tiểu bang Pennsylvania, Hoa Kỳ. Năm 2010, dân số của xã này là 1.820 người.